# جارين لويسون
جارين لويسون (بالإنجليزية: Jaren Lewison)‏، من مواليد 9 ديسمبر 2000 في دالاس، تكساس، هو ممثل أمريكي. معروف بتصويره بن جروس في المسلسل التلفزيوني لم يسبق لي أبدا (2020—2023).
لمدة 14 عامًا التحق أكاديمية ليفين، وهي مدرسة نهارية يهودية محافظة.
في عام 2019، بدأ لويسون الالتحاق بالكلية في جامعة كاليفورنيا الجنوبية، حيث تخرج عام 2022 بدرجة البكالوريوس في علم النفس مع قاصرين في الطب الشرعي وعلم الجريمة.

## روابط خارجية
- جارين لويسون على موقع IMDb (الإنجليزية)
- جارين لويسون على موقع روتن توميتوز (الإنجليزية)
- جارين لويسون على موقع ألو سيني (الفرنسية)
- جارين لويسون على موقع قاعدة بيانات الفيلم (الإنجليزية)
- جارين لويسون على موقع كينوبويسك (الروسية)